# Casa a la carretera de la Pobla a Igualada
La Casa a la carretera de la Pobla a Igualada és una obra de la Pobla de Claramunt (Anoia) inclosa a l'Inventari del Patrimoni Arquitectònic de Catalunya.

## Descripció
És una casa de planta rectangular que, probablement, originàriament era coberta a dues vessants, però que en un segon moment fou reformada: es desmuntà la part central de la coberta (que ara sembla plana a la part del mig !) i s'alçà un altre pis, possiblement destinat a golfes, cobrint-se també a dues vessants, de manera que actualment hi ha dues cobertes a dues vessants.
La façana també fou reformada, però conserva el portal de mig punt adovellat de grans dimensions. A la casa se li van afegir d'altres dependències destinades, entre d'altres, a corrals.

## Història
Hi ha la possibilitat que es correspongui amb l'anomenada casa Peinots. És anterior al segle xviii.